# Sartoriana rokitanskyi
Sartoriana rokitanskyi is een krabbensoort uit de familie van de Gecarcinucidae. De wetenschappelijke naam van de soort is voor het eerst geldig gepubliceerd in 1971 door Pretzmann.